# Guern
Guern ([gɥɛʁn]) est une commune française située dans le département du Morbihan, en région Bretagne.

## Géographie

### Localisation
La commune est située au nord-ouest du département du Morbihan, dans le Pays de Pontivy.
La commune, de forme étirée, atteint 11 km dans sa plus grande extension selon un axe est-ouest.

### Communes limitrophes
Les communes limitrophes sont au nombre de sept : Séglien au nord, Locmalo à l'ouest, Bubry au sud-ouest, Melrand au sud, Bieuzy au sud-est, Le Sourn à l'est et Malguénac au nord-est.
| Locmalo | Séglien | Malguénac        |
|         | Guern   | Le Sourn         |
| Bubry   | Melrand | Pluméliau-Bieuzy |

### Géologie et relief
La superficie de la commune est de 47,01 km2 ; son altitude varie de 67  à   188 mètres.

### Hydrographie
Pour un article plus général, voir Réseau hydrographique du Morbihan.
La commune est située dans le bassin Loire-Bretagne. Elle est drainée par la Sarre, le ruisseau de Bonne-chère, le ruisseau de Ker jéhanno, le ruisseau de Kerdanet, le ruisseau colin, le ruisseau de lann-er-gal, le ruisseau du Frétu et divers autres petits cours d'eau,.
La Sarre, d'une longueur de 35 km, prend sa source dans la commune de Lescouët-Gouarec et se jette  dans le Blavet à Pluméliau-Bieuzy, après avoir traversé neuf communes. 

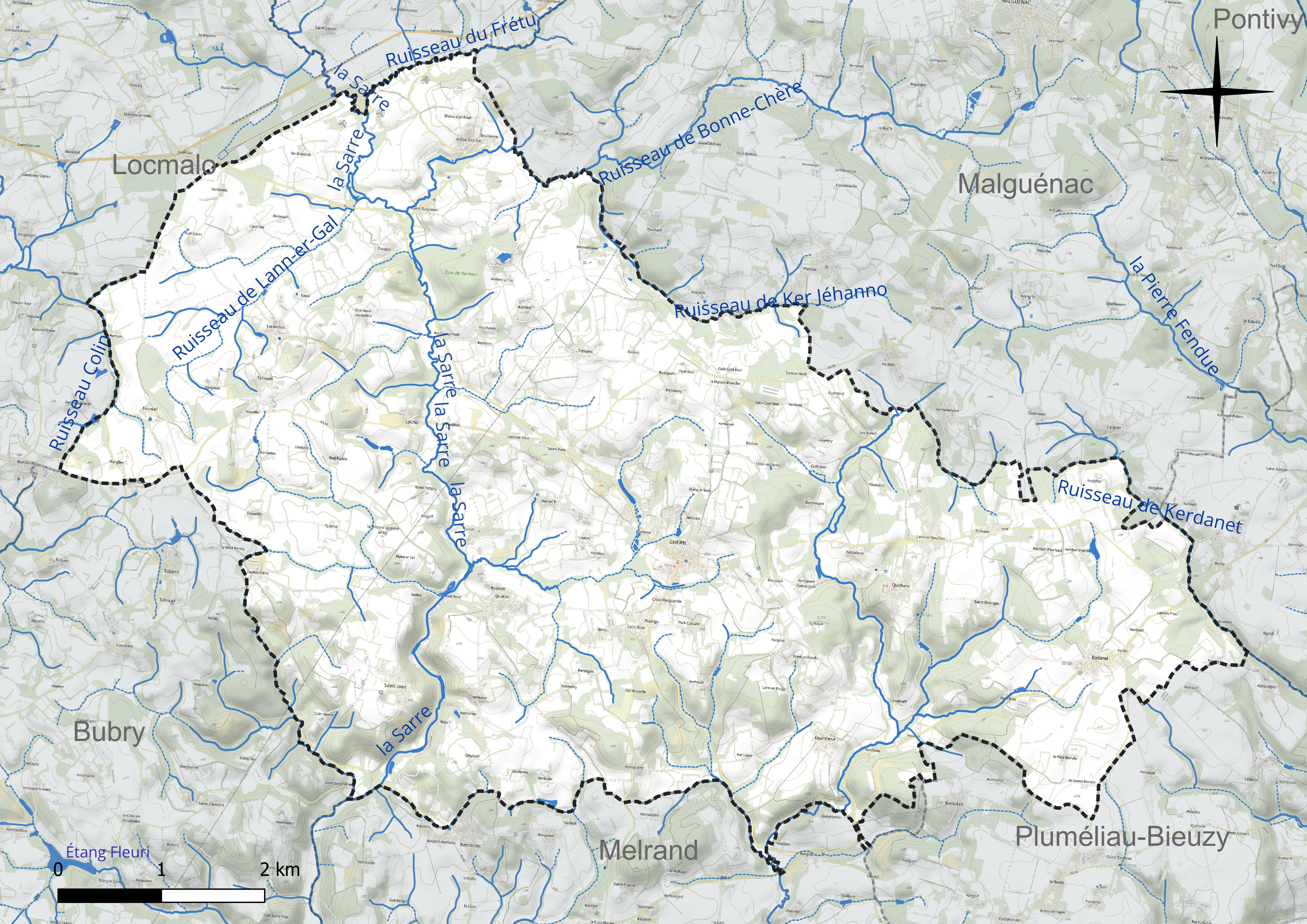
Réseau hydrographique de Guern.

### Climat
Pour des articles plus généraux, voir Climat de la Bretagne et Climat du Morbihan.
En 2010, le climat de la commune est de type climat océanique franc, selon une étude du CNRS s'appuyant sur une série de données couvrant la période 1971-2000. En 2020, Météo-France publie une typologie des climats de la France métropolitaine dans laquelle la commune est exposée à un climat océanique et est dans la région climatique Bretagne orientale et méridionale, Pays nantais, Vendée, caractérisée par une faible pluviométrie en été et une bonne insolation. Parallèlement l'observatoire de l'environnement en Bretagne publie en 2020 un zonage climatique de la région Bretagne, s'appuyant sur des données de Météo-France de 2009. La commune est, selon ce zonage, dans la zone « Intérieur », exposée à un climat médian, à dominante océanique.
Pour la période 1971-2000, la température annuelle moyenne est de 11 °C, avec une amplitude thermique annuelle de 12 °C. Le cumul annuel moyen de précipitations est de 1 044 mm, avec 15,2 jours de précipitations en janvier et 7,9 jours en juillet. Pour la période 1991-2020, la température moyenne annuelle observée sur la station météorologique la plus proche, située sur la commune de Plouay à 22 km à vol d'oiseau, est de 11,8 °C et le cumul annuel moyen de précipitations est de 1 149,0 mm,. Pour l'avenir, les paramètres climatiques de la commune estimés pour 2050 selon différents scénarios d’émission de gaz à effet de serre sont consultables sur un site dédié publié par Météo-France en novembre 2022.

## Urbanisme

### Typologie
Au 1er janvier 2024, Guern est catégorisée commune rurale à habitat très dispersé, selon la nouvelle grille communale de densité à sept niveaux définie par l'Insee en 2022.
Elle est située hors unité urbaine. Par ailleurs la commune fait partie de l'aire d'attraction de Pontivy, dont elle est une commune de la couronne,. Cette aire, qui regroupe 16 communes, est catégorisée dans les aires de moins de 50 000 habitants,.

### Occupation des sols

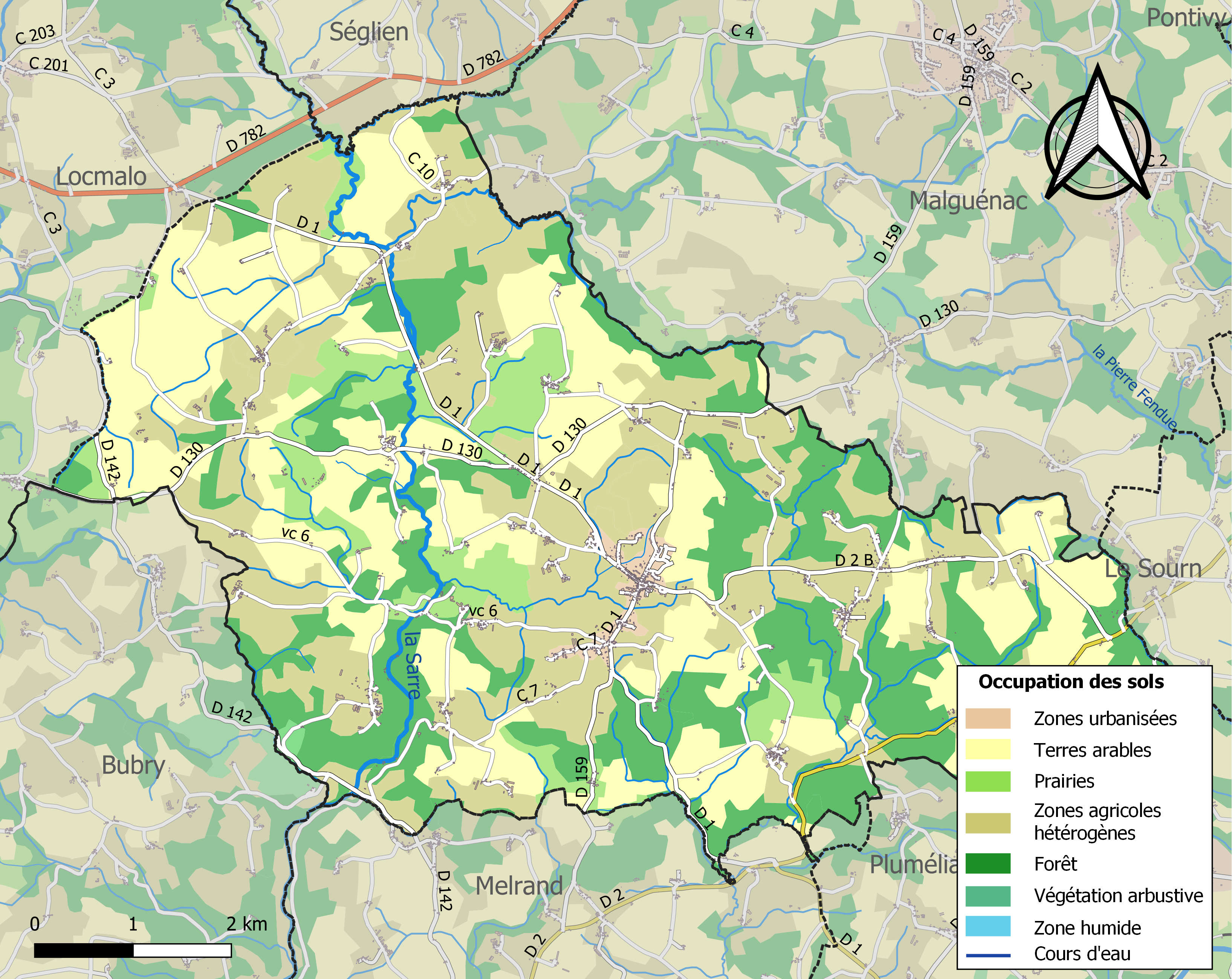
Carte des infrastructures et de l'occupation des sols de la commune en 2018 (CLC).

Le tableau ci-dessous présente l'occupation des sols de la commune en 2018, telle qu'elle ressort de la base de données européenne d’occupation biophysique des sols Corine Land Cover (CLC).
| Type d’occupation                                                                   | Pourcentage | Superficie (en hectares) |
| ----------------------------------------------------------------------------------- | ----------- | ------------------------ |
| Tissu urbain discontinu                                                             | 1,2 %       | 54                       |
| Terres arables hors périmètres d'irrigation                                         | 33,0 %      | 1548                     |
| Prairies et autres surfaces toujours en herbe                                       | 7,9 %       | 369                      |
| Systèmes culturaux et parcellaires complexes                                        | 30,6 %      | 1438                     |
| Surfaces essentiellement agricoles interrompues par des espaces naturels importants | 2,4 %       | 112                      |
| Forêts de feuillus                                                                  | 6,3 %       | 295                      |
| Forêts de conifères                                                                 | 6,9 %       | 324                      |
| Forêts mélangées                                                                    | 11,6 %      | 544                      |
| Forêt et végétation arbustive en mutation                                           | 0,2 %       | 9                        |
| Source : Corine Land Cover                                                          |             |                          |

### Morphologie urbaine
Le bourg occupe une position centrale. L'habitat est dispersé. Les villages les plus importants sont Quelven et  Locmeltro. En 1896, le bourg comptait 320 habitants et le village de Quelven 280 habitants.
| - Carte topographique de la commune de Guern. |

### Habitat et logement
En 2020, le nombre total de logements dans la commune était de 843, alors qu'il était de 873 en 2015 et de 855 en 2010.
Parmi ces logements, 71,3 % étaient des résidences principales, 13,6 % des résidences secondaires et 15,1 % des logements vacants. Ces logements étaient pour 96,4 % d'entre eux des maisons individuelles et pour 3 % des appartements.
Le tableau ci-dessous présente la typologie des logements à Guern en 2020 en comparaison avec celle du Morbihan et de la France entière. Une caractéristique marquante du parc de logements est ainsi une proportion de résidences secondaires et logements occasionnels (13,6 %) inférieure à celle du département (17,9 %) mais supérieure à celle de la France entière (9,7 %). Concernant le statut d'occupation de ces logements, 81,8 % des habitants de la commune sont propriétaires de leur logement (79,5 % en 2015), contre 67,7 % pour le Morbihan et 57,5 pour la France entière.
| Typologie                                               | Guern | Morbihan | France entière |
| ------------------------------------------------------- | ----- | -------- | -------------- |
| Résidences principales (en %)                           | 71,3  | 75,1     | 82,1           |
| Résidences secondaires et logements occasionnels (en %) | 13,6  | 17,9     | 9,7            |
| Logements vacants (en %)                                | 15,1  | 7,1      | 8,2            |

### Énergie
Trois éoliennes, d'une puissance t-otale de 6 MW, ont été implantées  en 2008  au lieu-dit Niziau, en pleine zone naturelle protégée sur la base d'un permis de construire annulé depuis, pour être implantées à moins de 500 m. des habitations. Après de longs contentieux, le Conseil d'Etat confirme en 2023 leur illégalité et l'obligation de les détruire,,.
Une exploitation de 200 vaches laitières sur 210 hectares a installé un méthaniseur pour traiter et valoriser les effluents d’élevage, dont la production  est injectée dans le réseau GRDF, ainsi que des panneaux solaires en toiture de bâtiments d'exploitation.

## Toponymie
Le nom de la localité est mentionné sous la forme Guern en 1125, puis sous la forme Guaier en 1315.
Le nom en breton  de la commune est Gwern.
Guern est issue du mot breton Gwern lui-même issu du mot gaulois verno que l'on retrouve toujours en Gallois[pas clair] sous la forme Gwernin signifiant aulnes ou aulnaie, mais en breton, gwern peut également signifier le "marais", l'un n'excluant pas l'autre, l'aulne étant un arbre qui aime beaucoup l'humidité, et qu'on trouve fréquemment au bord des marais. Le toponyme pourrait également provenir d'un hagionyme portant le même nom. Le cartulaire de Redon mentionne l'église paroissiale de Guern à partir de 836. La paroisse primitive est placée sous le titre de saint Pierre (saint Paul lui étant adjoint après l'incendie de l'église en 1782) mais le lieu-dit Cranhuern rappelle peut-être l'habitude de consacrer un lieu secondaire de la paroisse à son éponyme.
Guern est un toponyme très fréquent en Bretagne.

## Histoire

### Moyen-Âge
La paroisse de Guern englobe la trève du Sourn et de Locmeltro et fait partie des 75 paroisses et trèves de la vicomté de Rohan, Selon un aveu de 1471, Guern est une des 46 paroisses ou trèves de la seigneurie proprement dite de Rohan.

### Temps modernes

#### Incendie de l'église paroissiale
Dans la matinée du 17 septembre 1781 un incendie détruit le chœur, la sacristie et les deux chapelles des transepts de l'église paroissiale ainsi que le retable du maître-autel et les vitraux dans lesquels étaient peints les écussons des seigneurs de Rohan, de Ménorval et de Coetniel. Un peu avant  11 heures, trois quarts-d'heures après trois messes de service chantées, la cloche sonne pour alerter de l'incendie les habitants, qui s'empressent de sauver les objets sacrés pendant que plusieurs personnes sur le toit coupaient pied au feu à la base du clocher. Le feu, qui aurait débuté à partir de l'armoire entre l'autel et la sacristie, gagne les lambris et les charpentes qui  s'effondrent en moins d'une heure, avant de menacer les maisons voisines, les flammes se répandant comme dans un four et passant entre les ardoises. Cependant quelques personnes créent un coupe feu sur le toit et arrêtent ainsi la propagation de l'incendie. Pendant sept ans, l'église resta en l'état, une simple cloison séparant la nef des parties détruites par le feu. Le 22 juin 1788 que le nouveau recteur Mathurin Le May décide une reconstruction à neuf de l'église, finançant pour une très large part de ses deniers.

### Révolution française et Empire
En 1790, la paroisse est érigée en commune du canton de Melrand, district de Pontivy. En 1801, elle est rattachée au canton de Pontivy.

### Époque contemporaine

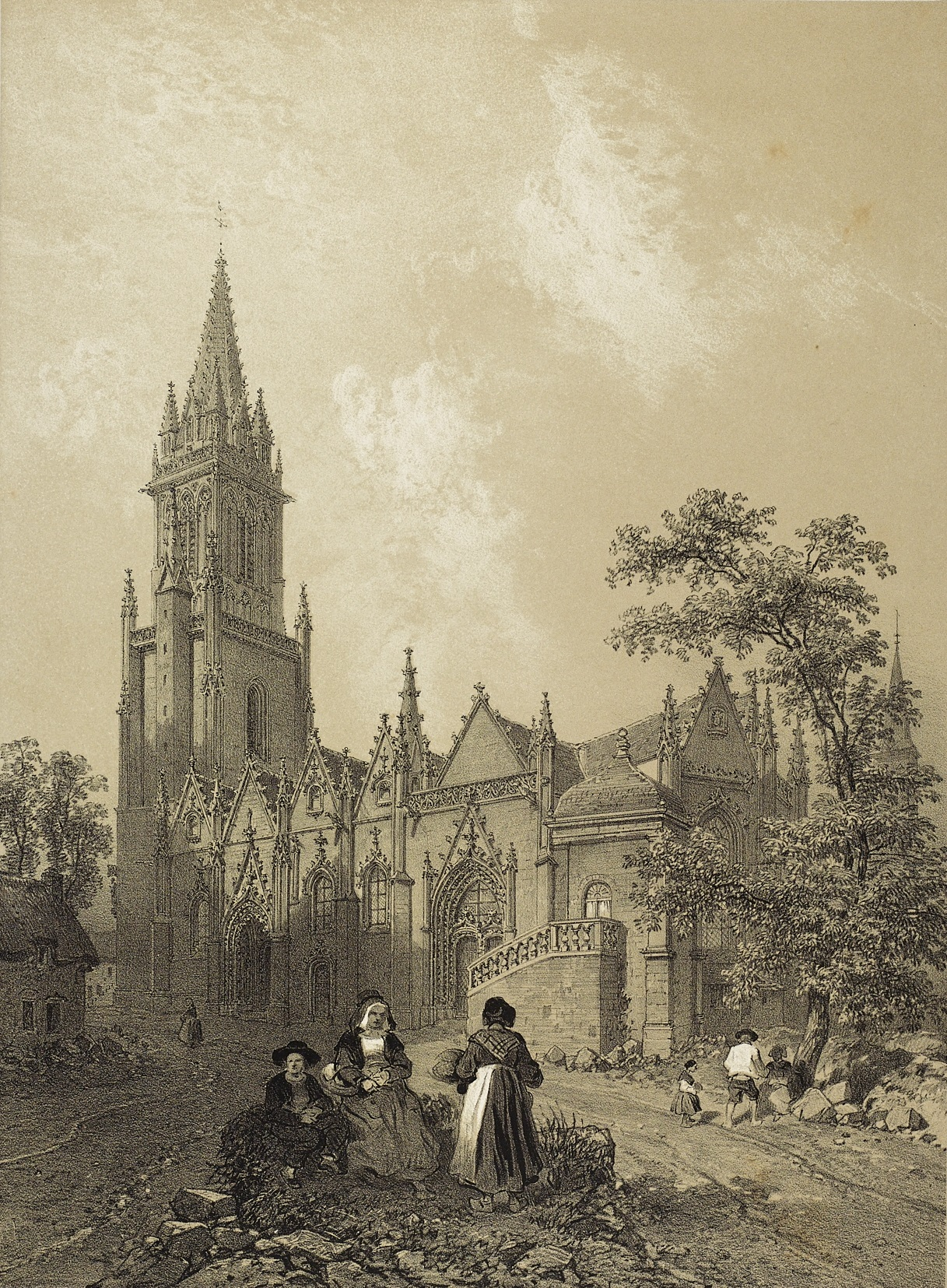
La chapelle Notre-Dame de Quelven et ses abords immédiats vers 1850.

Hélène Jégado, surnommée la  « Brinvilliers bretonne », alors qu'elle est cuisinière chez Le Drogo, curé de Guern, empoisonne en utilisant de l'arsenic, entre le 28 juin et le 7 octobre 1833, le curé ainsi que sa nièce, son père, sa mère, et sa propre tante et sa sœur Anne Jegado. Ils meurent d'empoisonnement et les médecins de l'époque ne le détectent pas, pensant à une épidémie de choléra car les symptômes peuvent prêter à confusion. Hélène est considérée comme une miraculée[réf. nécessaire].
La commune est amputée en 1869 d'une partie de son territoire pour la création de la commune du Sourn. Sa superficie passe ainsi de 5 286 hectares à 4 701 hectares.
En 1897, les surfaces cultivées occupaient  2 900,34 hectares dont  2 292,14 hectares de terres labourables, 501,73 ha de prés et 106,47 ha de jardins. Les principales cultures étaient par ordre d'importance décroissant le seigle (1 147 hectares), le sarrasin (825 ha), l'avoine (284 ha), les pommes de terre (65 ha), le chanvre (27 ha) et le froment (12 ha). La population bovine s'élevait à 3 545 individus dont 275 bœufs de travail, 60 taureaux et 805 vaches. On dénombrait 1 200 ruches sur la commune.

#### La Belle Époque
En 1907 la comtesse Vefa de Saint-Pierre qui visite cette année-là le Canada, y rencontre notamment la famille Kervinio, originaire de Guern et installée à Saint-Claude (au Manitoba) ; elle écrit : « Arrivés il y a trois ans avec 600 francs, quatre enfants petits. Défriché 24 hectares. Troupeau, matériel, vaut 7 500 francs (...). Enchanté, ne retournera jamais en Bretagne. Possède 63 hectares de terres ».

#### L'Entre-deux-guerres
Entre 1905 et 1939 Guern dispose d'une halte ferroviaire sur la ligne à voie métrique des Chemins de fer du Morbihan allant de  Pontivy à Guémené-sur-Scorff. Cette halte était située à environ 6 km du bourg de Guern, mais à 2 km seulement du bourg de Locmalo, raison pour laquelle la gare fut en 1906 dénommée "Guern-Locmalo".

## Politique et administration

### Rattachements administratifs et électoraux

#### Rattachements administratifs
La commune se trouve dans l'arrondissement de Pontivy du département du Morbihan.
Elle faisait partie depuis 1801 du canton de Pontivy. Dans le cadre du redécoupage cantonal de 2014 en France, cette circonscription administrative territoriale a disparu, et le canton n'est plus qu'une circonscription électorale.

#### Rattachements électoraux
Pour les élections départementales, la commune fait partie depuis 2014 d'un nouveau canton de Pontivy porté initialement de 10 à 16 communes.
Pour l'élection des députés, elle fait partie de la troisième circonscription du Morbihan.

### Intercommunalité
Guern est membre de la communauté de communes dénommée Pontivy Communauté, un établissement public de coopération intercommunale (EPCI) à fiscalité propre créé en 2000 sous le nom de  communauté de communes du pays de Pontivy et auquel la commune a transféré un certain nombre de ses compétences, dans les conditions déterminées par le code général des collectivités territoriales.
Cet EPCI a notamment succédé au Syndicat Intercommunal pour l’Aménagement Touristique du Canton de Pontivy créé en 1970 et dont Guern était déjà membre.

### Liste des maires
| Période      | Période                    | Identité                     | Étiquette | Qualité                                                                |
| ------------ | -------------------------- | ---------------------------- | --------- | ---------------------------------------------------------------------- |
| 1790         | 1791                       | Pierre Le Mouel              |           | Laboureur                                                              |
| 1791         | 1792                       | Vincent Lavenant             |           |                                                                        |
| 1792         | 1793                       | Olivier Le Beller            |           |                                                                        |
|              |                            | M. Le Rouzic                 |           |                                                                        |
|              |                            | M. Postic                    |           |                                                                        |
| 1806         |                            | Louis Le Mouël               |           |                                                                        |
| 1833         | 1859                       | Joseph Le Cam                |           | Cultivateur.                                                           |
| 1859         | 1863                       | Julien Le Mouël              |           |                                                                        |
| 1863         | 1869                       | Louis-Mathurin Bigouin       |           |                                                                        |
| 1869         | 1878                       | Joseph-Marie Kervégant       |           |                                                                        |
| 1878         | 1896                       | Jacques Philippe             |           |                                                                        |
| 1896         | 1907                       | Alexis Kervégant             |           |                                                                        |
| 1907         | 1919                       | Louis Le Cam                 |           |                                                                        |
| 1919         | 1947                       | Julien Bellec                |           |                                                                        |
| 1947         | 1965                       | Mathurin Le Pimpec           |           |                                                                        |
| 1965         | mars 1989                  | Eugène Le Goff               |           |                                                                        |
| mars 1989    | mars 2008                  | Yves Pérez                   |           | Hôtelier restaurateur                                                  |
| mars 2008    | juin 2023                  | Joseph Le Bouédec,           |           | Vice-président de la CC Pontivy communauté (? → 2023) Démissionnaire   |
| juillet 2023 | En cours (au 22 mars 2024) | Stéphanie L'Hostis-Le Diagon |           | Profession intermédiaire administrative et commerciale des entreprises |

## Équipements et services publics
La mairie est retructurée et rénovée en 2020/2021.

### Santé
Le syndicat de communes Sarre-Blavet Santé, qui regroupe  Le Sourn, Saint-Thuriau, Guern, Malguénac et Melrand  ouvre en 2024 un cabinet médical dépendant de celui de Melrand,

## Population et société
Les habitants se nomment les Guernates (du breton Gwernad).

### Démographie

#### Évolution démographique
L'évolution du nombre d'habitants est connue à travers les recensements de la population effectués dans la commune depuis 1793. Pour les communes de moins de 10 000 habitants, une enquête de recensement portant sur toute la population est réalisée tous les cinq ans, les populations de référence des années intermédiaires étant quant à elles estimées par interpolation ou extrapolation. Pour la commune, le premier recensement exhaustif entrant dans le cadre du nouveau dispositif a été réalisé en 2007.

En 2022, la commune comptait 1 379 habitants, en évolution de +4,08 % par rapport à 2016 (Morbihan : +3,82 %, France hors Mayotte : +2,11 %).
| 1793  | 1800  | 1806  | 1821  | 1831  | 1836  | 1841  | 1846  | 1851  |
| ----- | ----- | ----- | ----- | ----- | ----- | ----- | ----- | ----- |
| 2 500 | 2 237 | 3 058 | 3 079 | 3 386 | 3 468 | 3 327 | 3 619 | 3 564 |

| 1856  | 1861  | 1866  | 1872  | 1876  | 1881  | 1886  | 1891  | 1896  |
| ----- | ----- | ----- | ----- | ----- | ----- | ----- | ----- | ----- |
| 3 280 | 3 229 | 3 341 | 2 654 | 2 709 | 2 734 | 2 766 | 2 746 | 2 677 |

| 1901  | 1906  | 1911  | 1921  | 1926  | 1931  | 1936  | 1946  | 1954  |
| ----- | ----- | ----- | ----- | ----- | ----- | ----- | ----- | ----- |
| 2 787 | 2 863 | 2 714 | 2 524 | 2 575 | 2 655 | 2 466 | 2 440 | 2 144 |

| 1962  | 1968  | 1975  | 1982  | 1990  | 1999  | 2006  | 2007  | 2012  |
| ----- | ----- | ----- | ----- | ----- | ----- | ----- | ----- | ----- |
| 1 896 | 1 670 | 1 555 | 1 534 | 1 409 | 1 398 | 1 445 | 1 451 | 1 368 |

| 2017  | 2022  | - | - | - | - | - | - | - |
| ----- | ----- | - | - | - | - | - | - | - |
| 1 306 | 1 379 | - | - | - | - | - | - | - |

Selon la municipalité, 70 nouvelles familles se sont installées dans la commune entre septembre 2020 et 2021

#### Pyramide des âges
La population de la commune est relativement âgée.
En 2018, le taux de personnes d'un âge inférieur à 30 ans s'élève à 28,5 %, soit en dessous de la moyenne départementale (31,2 %). À l'inverse, le taux de personnes d'âge supérieur à 60 ans est de 33,8 % la même année, alors qu'il est de 31,3 % au niveau départemental.
En 2018, la commune comptait 660 hommes pour 650 femmes, soit un taux de 50,38 % d'hommes, légèrement supérieur au taux départemental (48,49 %).
Les pyramides des âges de la commune et du département s'établissent comme suit.
| Hommes | Classe d’âge | Femmes |
| ------ | ------------ | ------ |
| 0,6    | 90 ou +      | 2,8    |
| 8,2    | 75-89 ans    | 13,7   |
| 21,8   | 60-74 ans    | 20,6   |
| 23,4   | 45-59 ans    | 19,1   |
| 16,7   | 30-44 ans    | 15,9   |
| 12,3   | 15-29 ans    | 11,3   |
| 16,9   | 0-14 ans     | 16,6   |

| Hommes | Classe d’âge | Femmes |
| ------ | ------------ | ------ |
| 0,8    | 90 ou +      | 2,2    |
| 8,5    | 75-89 ans    | 11,6   |
| 20,5   | 60-74 ans    | 21,6   |
| 20,6   | 45-59 ans    | 20     |
| 17     | 30-44 ans    | 16,3   |
| 15,5   | 15-29 ans    | 13     |
| 17,1   | 0-14 ans     | 15,2   |

### Manifestations culturelles et festivités
La vingtième édition des Jeudis de Quelven, un festival de musique d'orgue qui se tient à la basilique Notre-Dame-de-Quelven, a eu lieu en juillet 2021.

### Sports et loisirs
Le club de football local est l'Hermine Guernate.

## Économie

### Secteur primaire
Le tableau ci-dessous présente les principales caractéristiques des exploitations agricoles de Guern, observées entre 1988 et 2010, soit sur une période de 22 ans.
|                                                           | 1988    | 2000    | 2010    |
| --------------------------------------------------------- | ------- | ------- | ------- |
| Nombre d’exploitations agricoles                          | 135     | 67      | 48      |
| Équivalent Unité de travail annuel (UTA)                  | 185     | 76      | 77      |
| Surface agricole utile (SAU) (ha)                         | 2 558   | 2 550   | 2 170   |
| Superficie en terres labourables (ha)                     | 2 340   | 2 340   | 1 966   |
| Superficie toujours en herbe (ha)                         | 210     | 209     | 153     |
| Nombre d’exploitations ayant des vaches laitières         | 86      | 36      | 21      |
| Vaches laitières (nombre de têtes)                        | 1 745   | 1 199   | 1 003   |
| Nombre d’exploitations ayant des poulets de chair et coqs | 22      | 5       | 5       |
| Poulets de chair et coqs (nombre de têtes)                | 137 592 | 118 503 | 206 001 |

## Culture locale et patrimoine

### Lieux et monuments
- La vallée de la Sarre.
- Les colonnes ou stèles de Locmeltro : 
Ces pierres sont situées à l'intérieur de l'enclos de la chapelle de Locmeltro. Elles auraient été déplacées et, en tout cas, christianisées au plus tard au milieu du XIXe siècle.
Si on retient l'hypothèse qu'elles aient été des colonnes itinéraires à l'époque romaine, elles étaient alors probablement situées au bord de l'ancienne voie du territoire des Vénètes[58], allant de Vorgium (Carhaix ?) à Darioritum (Vannes). On envisage maintenant que cette voie traversait la commune de Guern au sud du hameau[59], puis continuait à l'est vers les alentours de Ménorval (Mané-er-Val).
La plus grande colonne, bien qu'anépigraphe et sans décors, semble en un seul morceau et mesure environ 3 mètres de haut. Elle serait « du vingt-troisième lieue » depuis Vannes, selon Seymour de Ricci[60]. L'autre colonne serait en deux fragments, dont le plus petit a été évidé pour servir de bénitier[61], à l'entrée de la chapelle.
On envisage aussi que ces monolithes aient plutôt été des stèles protohistoriques[62], avant un remploi antique ou plus récent.

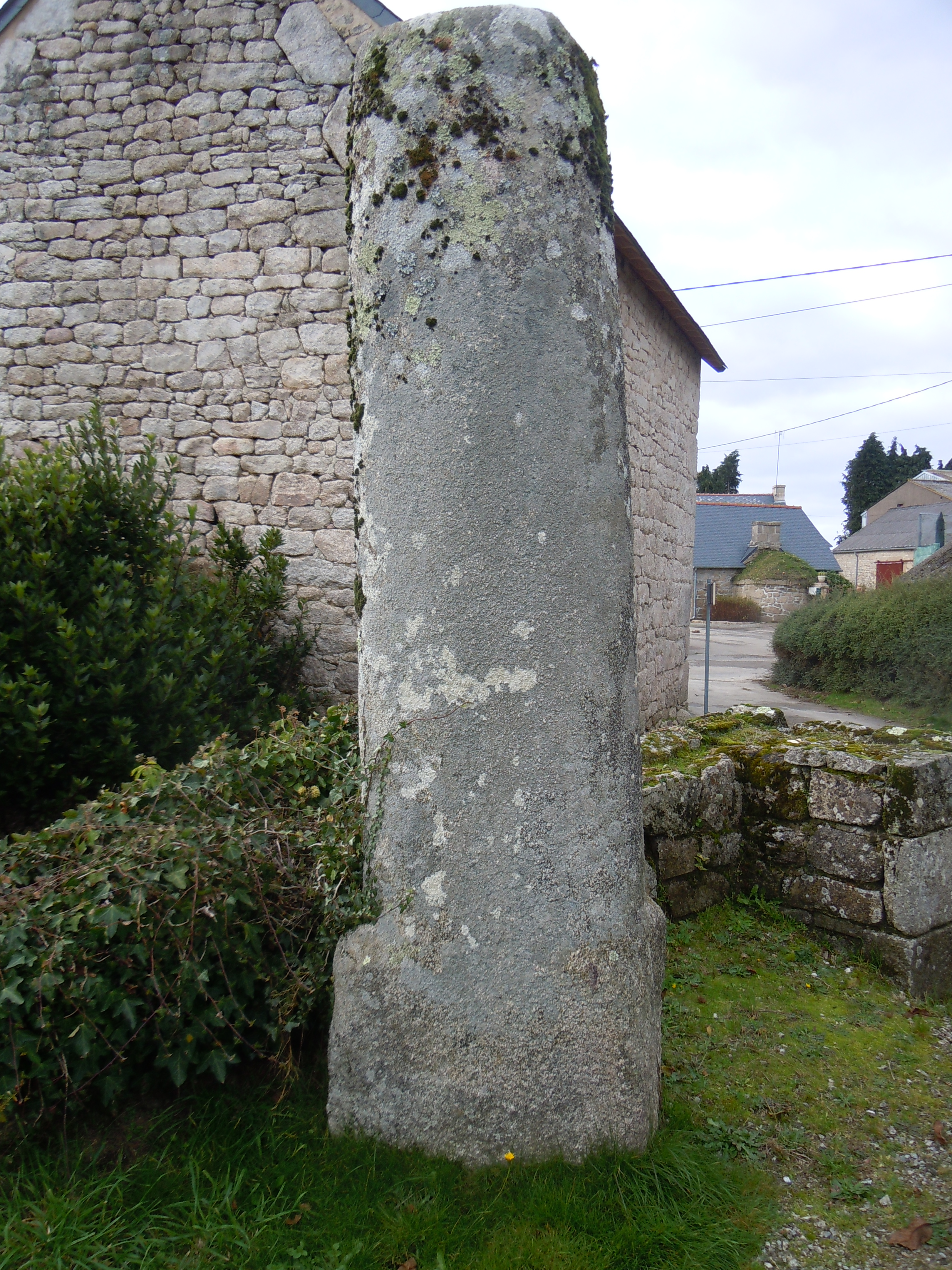
La grande colonne.
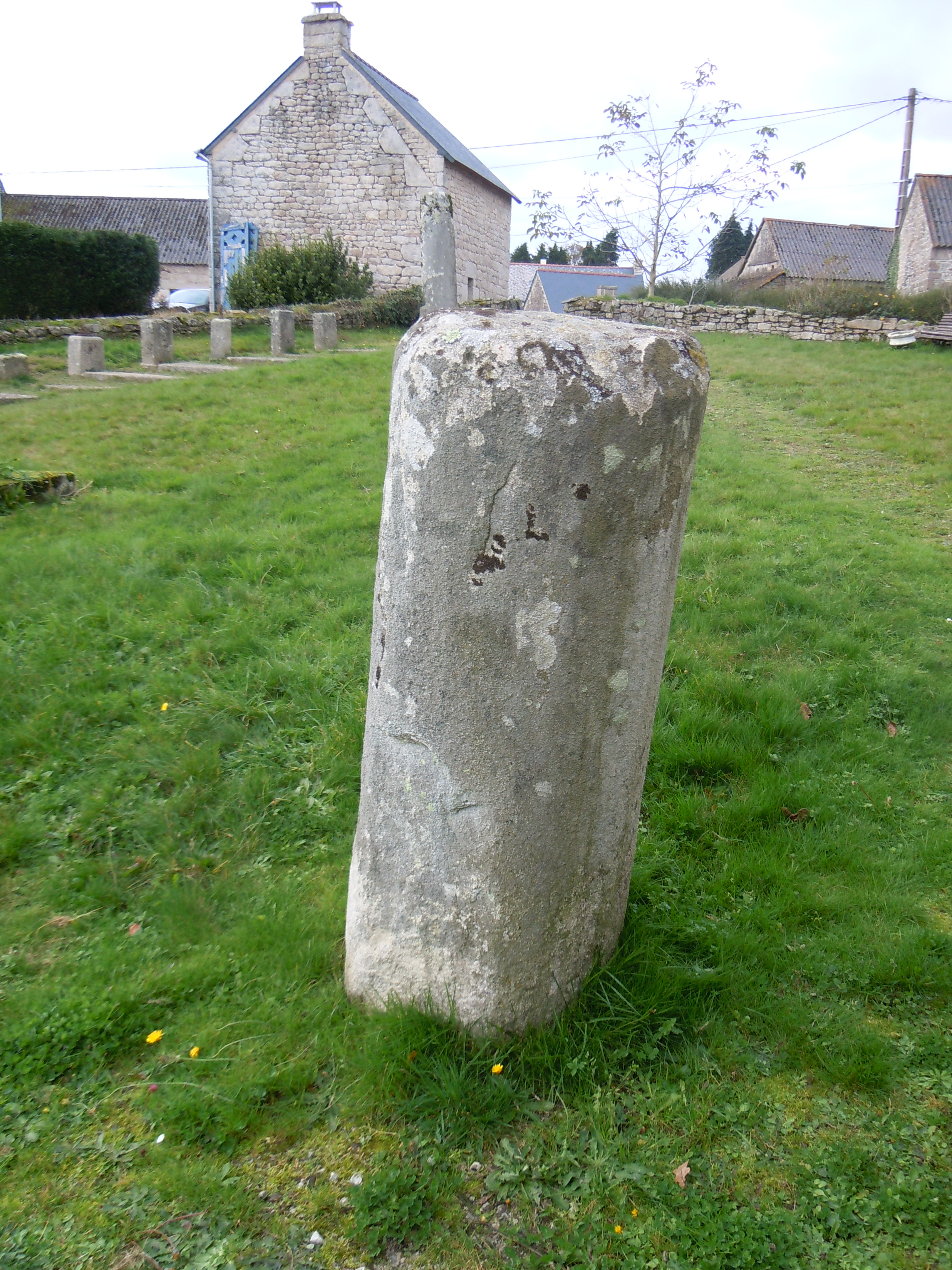
Un fragment de colonne.
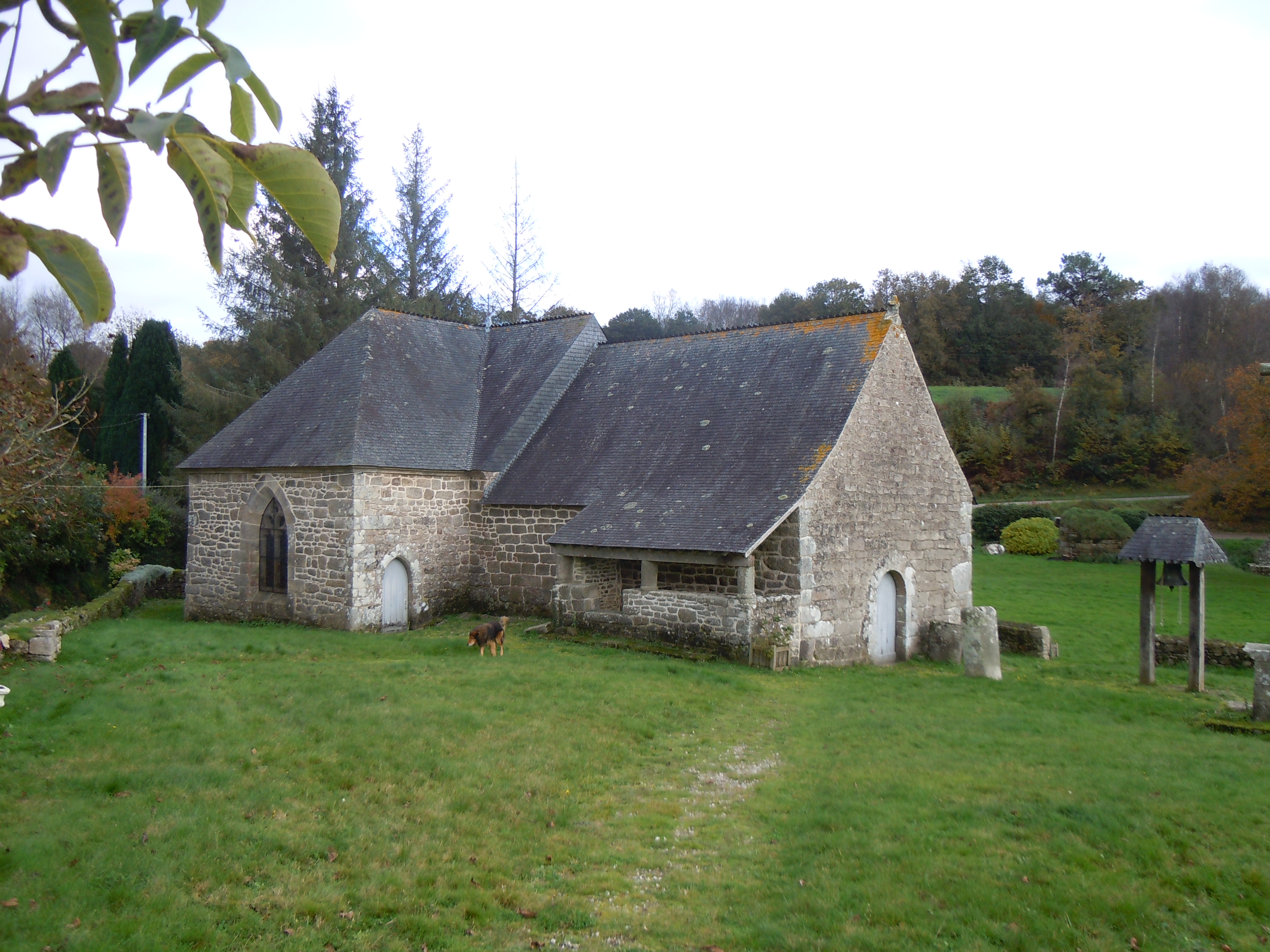
Le plus petit fragment (bénitier) est à droite de la porte de la chapelle.

- le bourg et ses maisons anciennes.
- la maison du Diable, située à Locmeltro.
- la fontaine de Locmeltro.
- le manoir de Menorval : il porte la date 1557.
- le manoir de Kermaquer (XVIIe siècle), il est inscrit à l'inventaire général du patrimoine culturel[63].

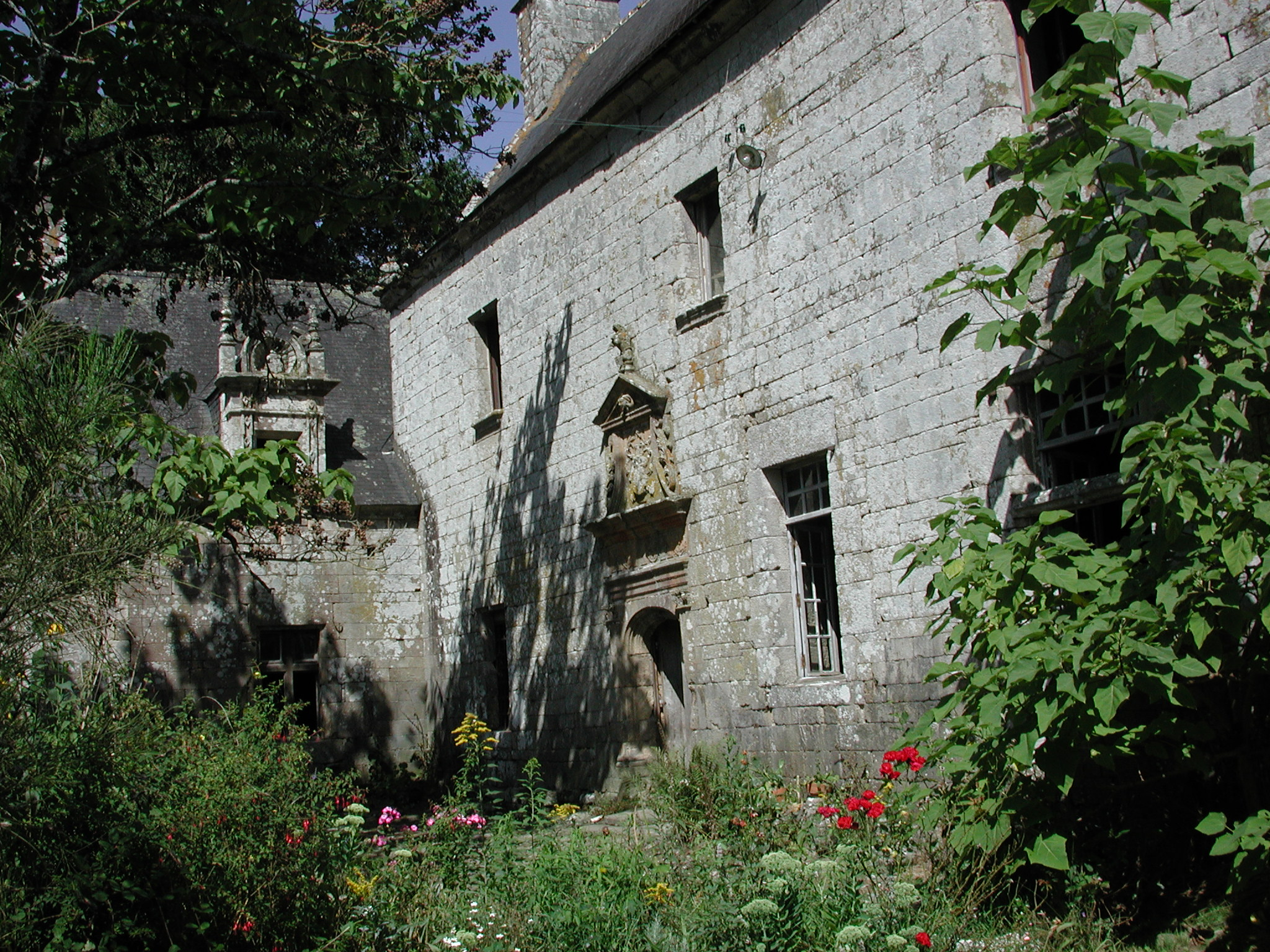
Le manoir de Menorval.
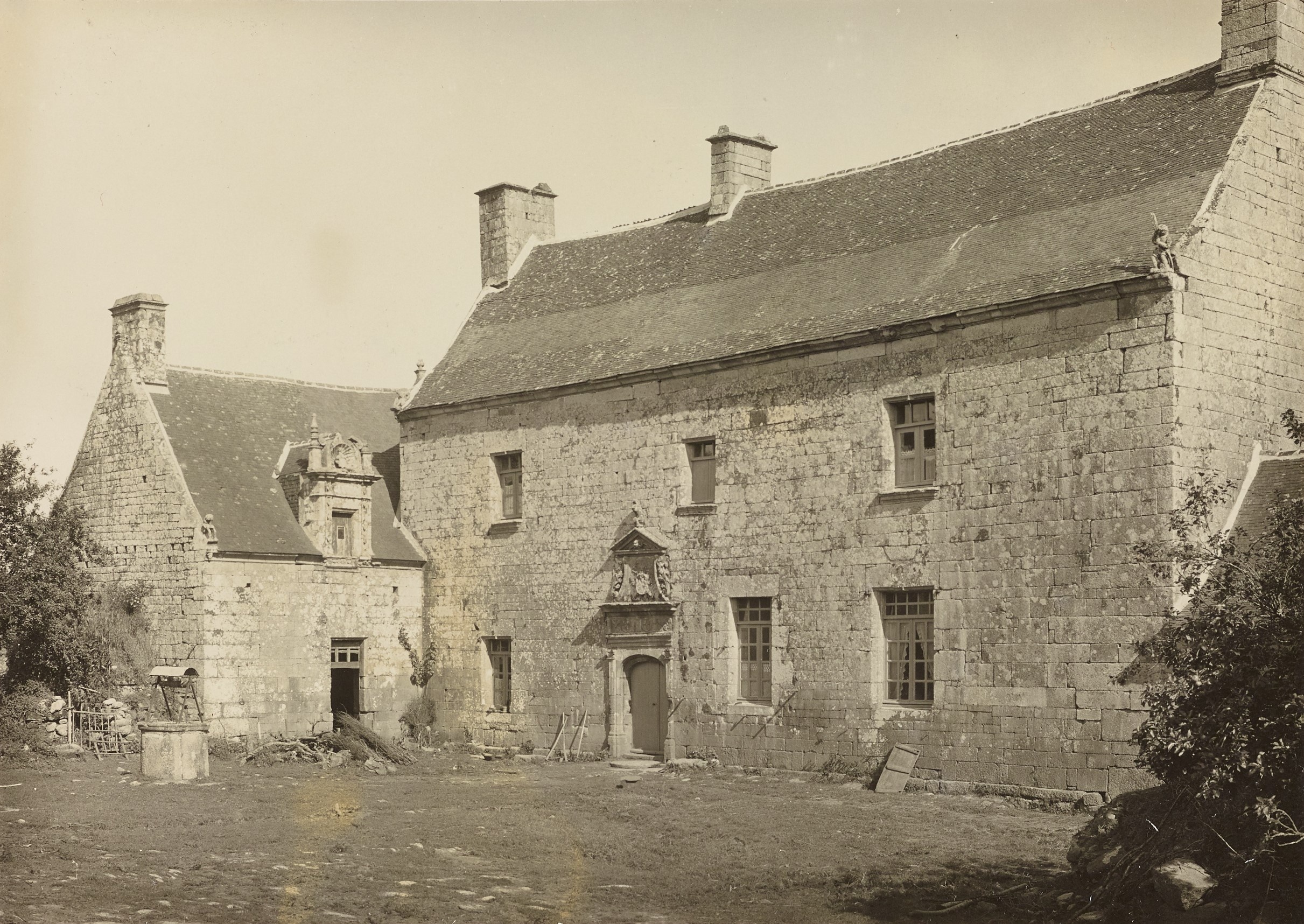
Façade principale du manoir de Ménorval (vers 1940).
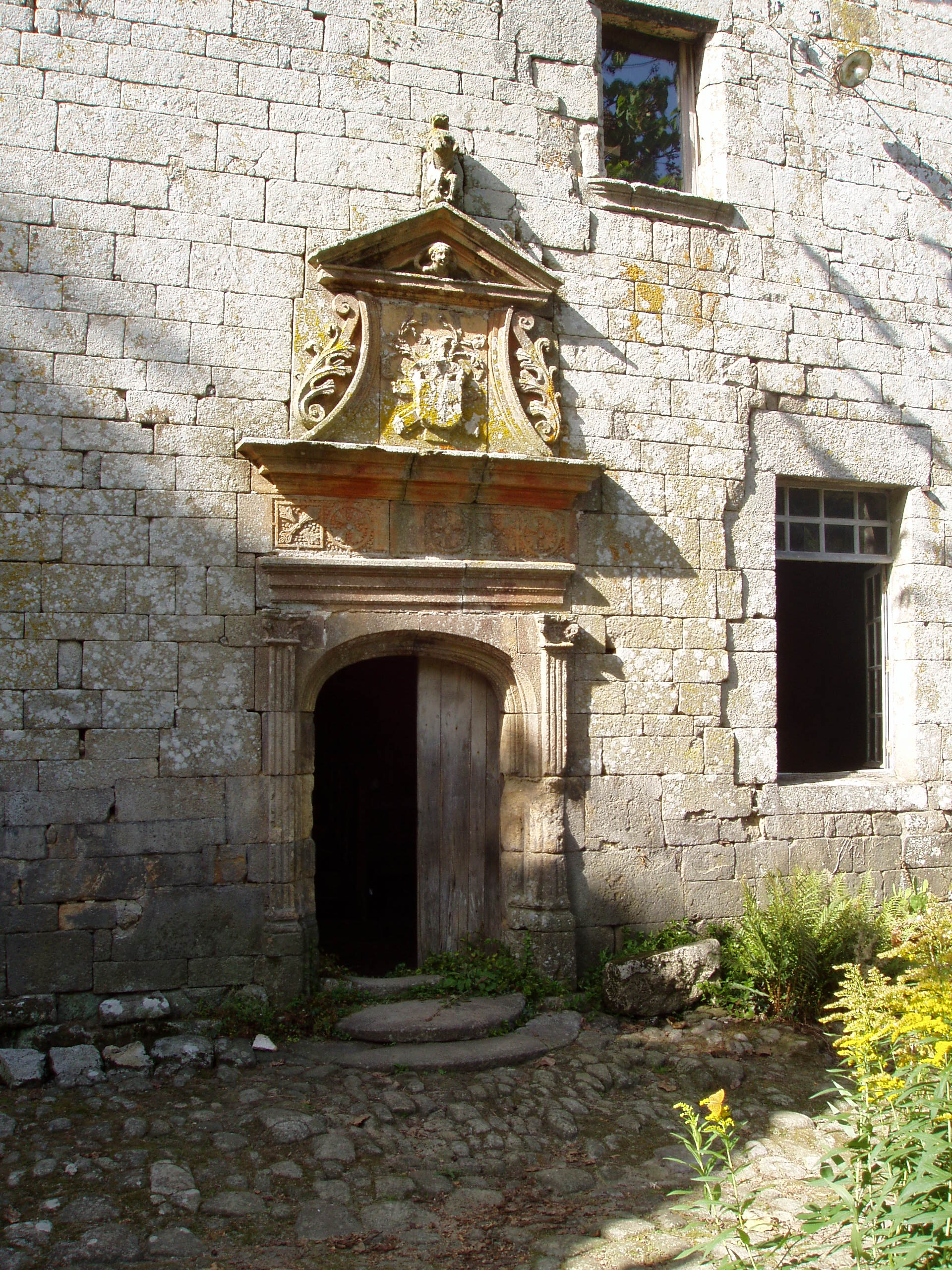
Porte du manoir, détail.

- La basilique Notre-Dame-de-Quelven,  Classé MH (1840)[64]. En 1451, le pape Nicolas V fait de l'édifice précédent, qui existait au moins depuis 1401, un lieu d’indulgence majeur, en en faisant le lieu du pardon le plus fréquenté du Morbihan. L'édifice devenu trop exigu et dégradé par sa fréquentation est reconstruit avec l'aide des familles de Rohan et Rimaison de 1470 à 1510. De la taille d'une basilique et de style gothique flamboyant, elle est dotée d'un plan en forme de croix latine et sa tour-clocher est la plus haute de Bretagne, avant qu'il ne s'effondre en 1837 sous le poids excessif de ses cloches. Le clocher est reconstruit en style néogothique avec l'aide financière de Louis-Philippe et de Napoléon III.
Sa statuaire et son mobilier sont remarquables[65]
À la basilique, une foule de fidèles se rassemble le 15 août pour prier et brûler des cierges devant la statue de la Vierge qui s'ouvre en trois panneaux évoquant la vie du Christ. Puis ils se rendent à la fontaine gothique du XVIe siècle, située en contrebas à environ  300 m. qui se compose de deux bassins et dont l'eau aurait le pouvoir de guérir les femmes stériles et les enfants malades.
Un if, aujourd'hui classé arbre remarquable, est planté au début du XVIIIe siècle dans le placître

- L'église Saint-Pierre-et-Saint-Paul, datant du XVe siècle, est reconstruite en 1788 par Julien Pichot, ingénieur des Ponts et Chaussées à Pontivy, après un incendie, et restaurée au XIXe siècle. Elle est notamment flanquée, côté Sud, d'un porche à baldaquin, et abrite une statue en bois polychrome de la « Vierge allaitant » (Notre-Dame de Joie) datée du XVIe siècle[66].
- La chapelle de Saint-Jean 1585.
- La chapelle Saint-Meldéoc de Locmeltro XVIe siècle et sa fontaine.
- La chapelle Boderel XVIIIe siècle.
- La chapelle Saint-Gilles XVIIe siècle.
- La chapelle Saint-Salomon.
- La chapelle de Guermeur.
- La croix de cimetière de Guern.
- Le calvaire de Locmeltro.

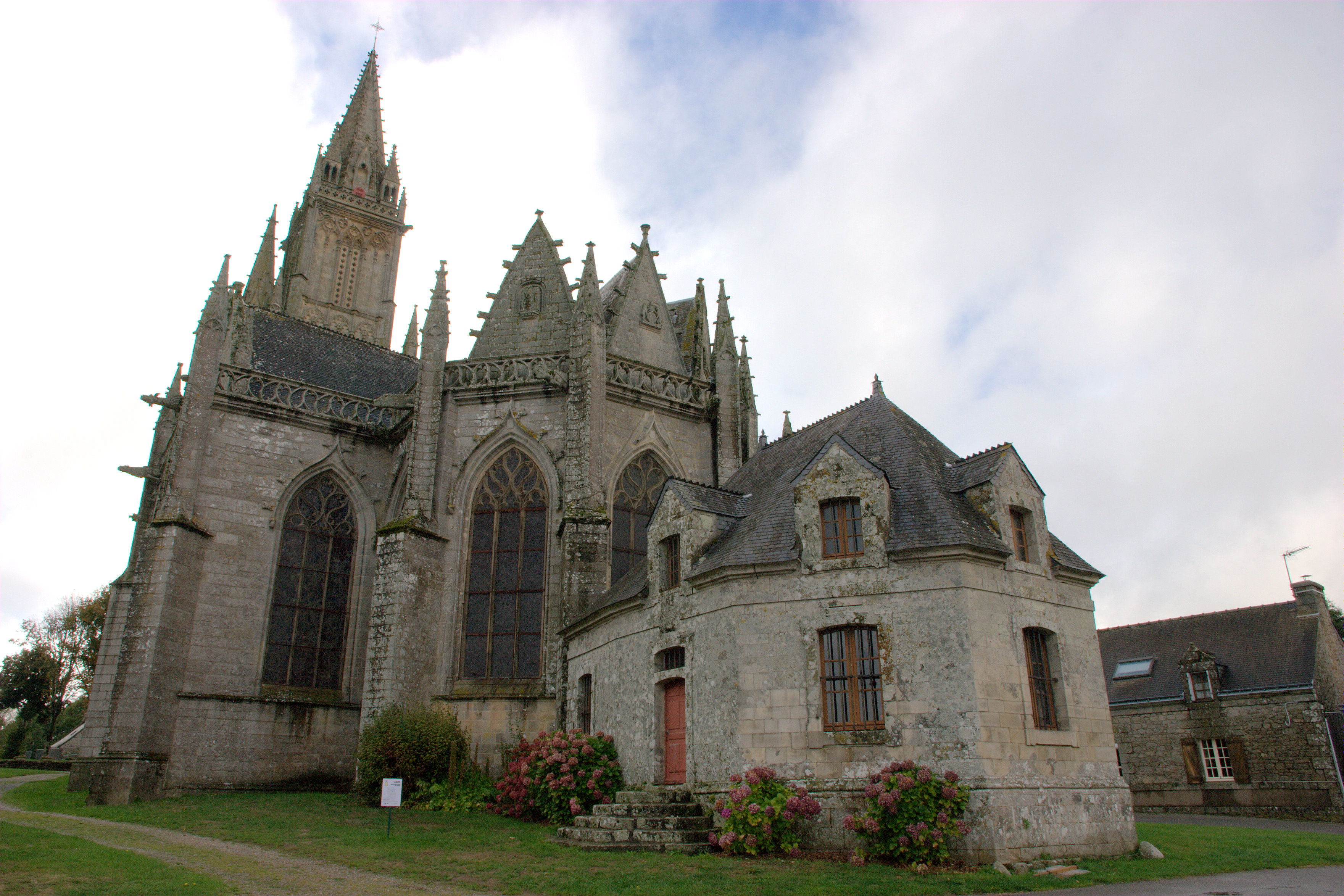
Basilique de Quelven.
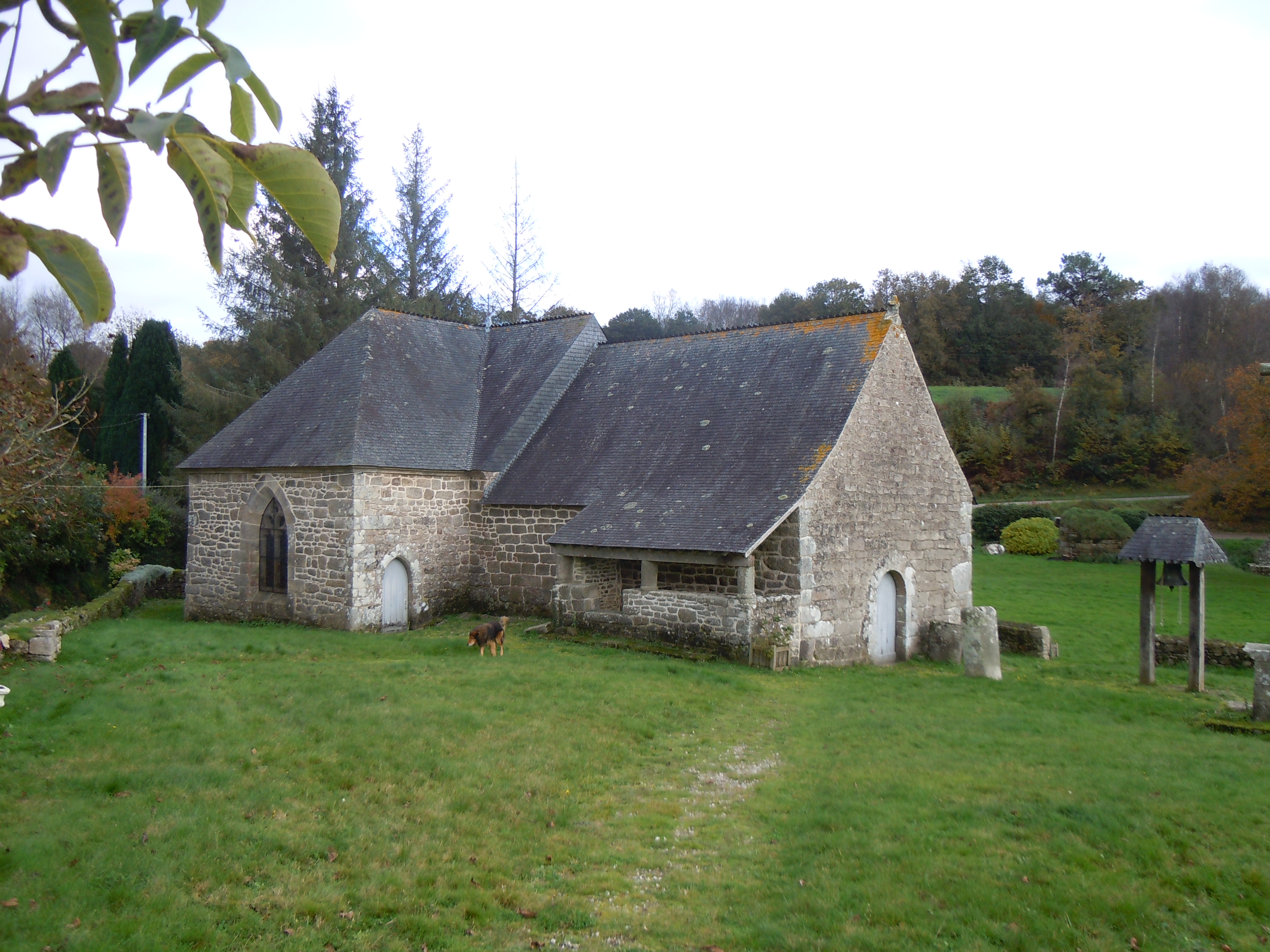
Chapelle de Locmeltro.
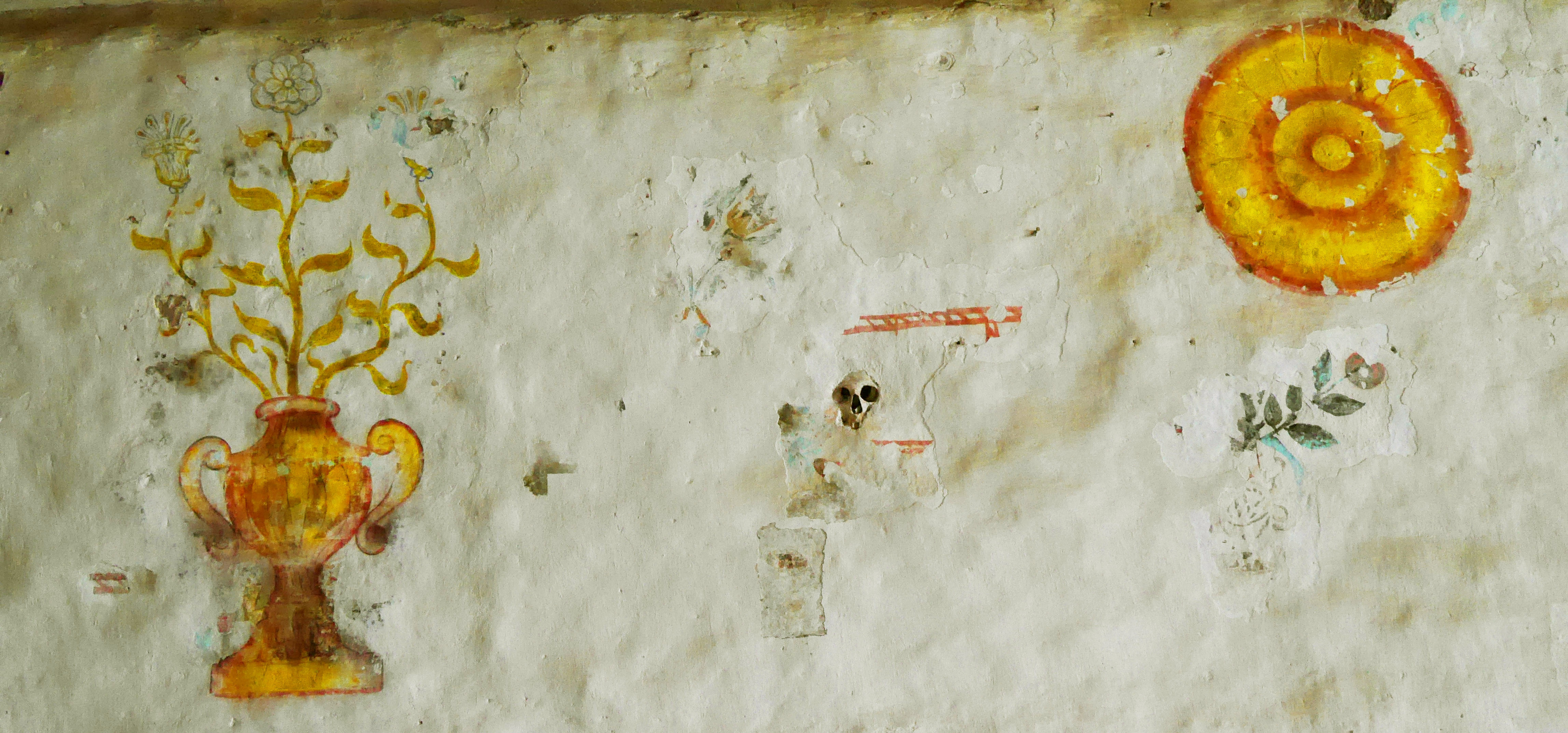
Guern - Intérieur de la chapelle Saint-Gilles au lieu-dit Guermeur

## Pour approfondir